# 蘇爾路站
蘇爾路站（英語：Suir Road）是一個位於愛爾蘭都柏林蘇爾路、達維特路和多爾芬路交匯處的都柏林轻轨站，在2004年通車。
都柏林公車路線68、68A和123均能到達此站。